# Rosa María Hinojosa de Ballí
Rosa María Hinojosa de Ballí (1752–1803) fue una ganadera conocida como la primera «reina del ganado» de Texas. Nació en México, en lo que hoy es Tamaulipas. Sus padres, Juan José de Hinojosa y María Antonia Inés Ballí de Benavides, eran aristócratas españoles que tenían derechos prioritarios sobre extensas concesiones de tierras y cargos públicos por ser colonos primevos. En 1767 su familia se mudó a Reynosa donde su padre había sido nombrado alcalde. Rosa se casó con José María Ballí, que era capitán de milicia.
Heredó cincuenta y cinco mil acres de tierra de su esposo en 1790, aunque estaba muy endeudada; en trece años duplicó la propiedad, además de realizar mejoras en ella. Costeó iglesias, incluida la primera capilla en Matamoros. Cuando murió, era dueña de más de un millón de acres de tierra en lo que ahora es el Valle del Río Grande.
Su hijo, el padre Ballí, fue un cesionario original de la Isla del Padre que lleva su nombre. Hinojosa de Ballí había hecho una solicitud conjunta con él por once leguas de la isla, pero cuando se requirió una nueva solicitud en 1800, retiró su nombre a favor de él.